# Ken Johnson (baloncestista de 1978)
Kenyatta Allen "Ken" Johnson (Detroit, Míchigan; 1 de febrero de 1978) es un exjugador de baloncesto estadounidense que disputó una temporada en la NBA, además de jugar en la CBA, la NBA D-League y en competiciones de otros nueve países diferentes. Con 2,11 metros de estatura, juega en la posición de pívot.

## Trayectoria deportiva

### Universidad
Jugó durante cuatro temporadas con los Buckeyes de la Universidad Estatal de Ohio, en las que promedió 8,3 puntos, 5,8 rebotes y 3,5 tapones por partido. En 2000 fue incluido en el segundo mejor quinteto de la Big Ten Conference, y al año siguiente en el primero, tras liderar en ambas temporadas la clasificación de taponadores de la conferencia.

### Profesional
Fue elegido en la cuadragésimo octava posición del Draft de la NBA de 2001 por Miami Heat, pero acabó fichando por el Scandone Avellino de la liga italiana, donde únicamente disputó 7 partidos, en los que promedió 6,1 puntos y 2,9 rebotes.
Tras su corta experiencia italiana regresó a su país para jugar en los Dakota Wizards, entonces en la CBA, hasta que al año siguiente fichó finalmente por los Heat, donde jugó 16 partidos como tercer pívot, tras Brian Grant y Vladimir Stepania, promediando 2,0 puntos y 2,0 rebotes.
En 2003-04 fichó por los Toronto Raptors, pero fue descartado antes del comienzo de la temporada. Fue elegido entonces como número 1 del Draft de la NBA Development League por los Huntsville Flight, con los que disputó una temporada, en la que promedió 8,5 puntos, 4,9 rebotes y 2,4 tapones por partido, liderando la liga en este último apartado.
En 2004 se marchó a jugar al JL Bourg Basket de la liga francesa, con los que disputó una temporada, en la que promedió 11,2 puntos y 5,2 rebotes por partido. Regresó al año siguiente a la NBA D-League, concretamente a los Albuquerque Thunderbirds, con los que disputó también una temporada en la que promedió 10,5 puntos, 6,2 rebotes y 2,3 tapones por partido, acabando como segundo mejor taponador de la liga, igualado con Ndudi Ebi.
A partir de ese momento, y en los cuatro años siguientes, jugó en nueve equipos de ligas de siete diferentes países, retirándose en 2010 tras jugar una temporada en el BC Kalev/Cramo de la liga de Estonia, con los que promedió 6,3 puntos y 4,4 rebotes en la competición doméstica.

#### Estadísticas

##### Temporada regular
| Año     | Equipo | PJ | PT | MPP | %TC  | %3P  | %TL  | RPP | APP | ROB | TPP | PPP |
| ------- | ------ | -- | -- | --- | ---- | ---- | ---- | --- | --- | --- | --- | --- |
| 2002-03 | Miami  | 16 | 0  | 9.8 | .405 | .000 | .333 | 2.0 | .0  | .1  | .8  | 2.0 |
| Total   |        | 16 | 0  | 9.8 | .405 | .000 | .333 | 2.0 | .0  | .1  | .8  | 2.0 |